# سرژ نیویادزی
سرژ کوملا نیویادزی (۱۷ سپتامبر ۱۹۹۱) فوتبالیست حرفه‌ای اهل توگو است که در پست هافبک یا مهاجم برای باشگاه اورداباسی و تیم ملی توگو می‌کند.

## حرفه بین‌المللی
نیویادزی اولین بازی خود را برای تیم ملی توگو در یک بازی دوستانه در مقابل تیم ملی گینه در ۵ ژوئن ۲۰۲۱ انجام داد و در این بازی با نتیجهٔ ۲–۰ به پیروزی رسید.